# Châteaurenault (croiseur)
Pour les articles homonymes, voir Châteaurenault (homonymie).
Le Châteaurenault était un croiseur protégé de 1re classe, dit croiseur corsaire, pour des raids contre le commerce.

## Carrière duChâteaurenault
Il porte le nom de François Louis Rousselet de Châteaurenault (1637-1716), Maréchal et Amiral français. 
Ce croiseur est le second à porter le nom de Châteaurenault, le premier ayant fait partie de l'escadre de l'amiral Courbet, en Extrême-Orient, en 1884-1885.
En septembre 1904, il est endommagé en heurtant un banc de madrépores immergé à Phan Ran, il est éventré sur 120 m de long, d'abord en réparation à Saïgon dans l'arsenal puis réparé à Cherbourg.
Le 30 janvier 1910, il s'échoue au banc Spartel ; remorqué par le Victor Hugo, il est réparé à Toulon.
Il devient navire-école d'application des manœuvres et des charpentiers à Brest.
Avec la Première Guerre mondiale, il reprend du service, pour des patrouilles en Méditerranée puis comme transport de troupes pour l'Armée d'Orient entre Tarente et Itéa. Lors de cette affectation, il sauve 1 200 hommes alors que le Gallia, qui avait été torpillé par le sous-marin allemand UC 35, sombre le 5 octobre 1917. Il est lui-même victime d'un torpillage à 38° 15′ N, 20° 22′ E, pris pour cible le 14 décembre 1917 par le UC-38.
Voici une partie du rapport du capitaine de frégate Jeanson, commandant le Châteaurenault :
« À bord du cuirassé Voltaire, Corfou, le 17 décembre 1917, le capitaine de frégate Jeanson, Commandant le  Châteaurenault à Monsieur le Vice-Amiral Commandant en chef de la 1re Armée navale (…) La torpille avait frappé à 8 h 57, avant 9 h 0 il s’engloutissait devant tout le monde, découvert et au cri de « Vive la France ».

» Pendant ce temps les torpilleurs n’étaient pas restés inactifs ; ils s’étaient mis, aussitôt éloignés du bord, à patrouiller. Lors que la seconde torpille nous toucha, le Lansquenet ayant vu d’où partait la torpille, se précipita et lança une série de grenades ; un peu après le sous-marin montra le haut de son kiosque, le feu fut ouvert aussitôt par les bateaux, le Lansquenet revint sur le sous-marin, relança des grenades, le Mameluck l’accompagnait. À la fin on vit le sous-marin émerger complètement ; le feu continua, plusieurs coups furent au but ; Mameluck et Lansquenet se rapprochèrent du sous-marin, complètement émergé et où l’on voyait courir du monde.
» Le feu cessa, on vit les torpilleurs amener les embarcations, en même temps que le sous-marin s’enfonçait par l’arrière, l’avant émergeant fortement, puis il disparut aux acclamations frénétiques de tous les naufragés sur les torpilleurs, chalutiers et radeaux ; le Châteaurenault était vengé.(…)
» Une fois tout le monde des radeaux ramassé par les chalutiers on fit route vers Vassiliko tout en surveillant l’horizon, on vit par bâbord encore un sillage paraissant être celui d’un périscope à environ 1 200 m, on tira quelques coups de canon. Enfin les chalutiers mouillèrent à Vassiliko et les contre-torpilleurs nous rejoignirent, on fit passer une partie du personnel des chalutiers sur les torpilleurs, et comme le Mameluck et Lansquenet me prévinrent que le Spahi arrivait, je résolus de l’attendre et je fis partir les deux torpilleurs pour Itéa qu’ils pouvaient atteindre avant la nuit à 20 nœuds. Je tenais à envoyer les troupes à destination le plus tôt possible, à remplir la mission.

» Enfin le Spahi arriva et embarqua ce qui restait, environ 273 personnes. On avait donné à manger à peu près à ce personnel sur les chalutiers. Le Spahi ne pouvant marcher plus de 15 nœuds, ayant des avaries de chaudière et manquant d’eau, je fis faire route vers Patras, où je comptais pouvoir faire souper et coucher les hommes. Nous y arrivâmes à 17 h 30. »
Une vingtaine de marins du UC-35 ont été sauvés dont le capitaine Hermann Wendlandt pour être emmenés comme prisonniers de guerre.